# Pakoševo
Pakoševo (makedonska: Пакошево) är en ort i Nordmakedonien. Den ligger i kommunen Zelenikovo, i den centrala delen av landet, 21 kilometer sydost om huvudstaden Skopje. Pakoševo ligger 222 meter över havet och antalet invånare är 253.